# Erkki Kourula
Erkki Kourula (1948) è un magistrato finlandese, membro della Divisione d'Appello della Corte penale internazionale.
Eletto dall'Assemblea degli Stati Parte nel Gruppo degli Stati europei occidentali e altri stati (WEOG), Lista B, l'11 marzo 2003 per tre anni e rieletto nel 2006 per nove anni.